# Chloé Lambert
Pour les articles homonymes, voir Lambert.
Chloé Lambert est une actrice et autrice dramatique française, née le 30 mars 1976 à Marseille.

## Biographie
Chloé Lambert fait ses études au conservatoire à rayonnement communal du 10e arrondissement sous la direction de Jean-Pierre Martino puis part étudier à Berlin avec Slava Kokorin.
Elle commence au théâtre, sous la direction de Benno Besson dans Le Roi Cerf à Chaillot.
En 2012, elle crée sa première pièce de théâtre, La Veillée, mise en scène par Thibault Ameline ; le spectacle obtient le Prix Sofithéa.
Fin 2015, Chloé Lambert publie sa seconde pièce de théâtre dans la Collection des quatre-vents de L'avant-scène théâtre : La Médiation. La pièce explore les déchirements tragi-comiques d'un couple, Pierre et Anna, qui se séparent après la naissance de leur enfant et sont sommés par un juge de se soumettre à une médiation familiale,. L'acteur Julien Boisselier la met en scène à Paris en janvier 2016 au Théâtre de Poche-Montparnasse avec l'autrice dans le rôle d'Anna et lui-même dans celui de Pierre,. La pièce vaut alors aux comédiennes tenant les rôles des médiatrices d'être nommées aux Molières : Raphaëline Goupilleau pour le Molière de la Comédienne dans un second rôle et Ophélia Kolb pour celui de la Révélation féminine.
En 2019, elle joue dans le nouvel épisode de Meurtres à... intitulé Meurtres en Cotentin aux côtés de Léa François.

### Vie privée
Le 19 décembre 2008, Chloé Lambert donne naissance à un fils, Sacha, qu'elle a eu avec Raphaël Enthoven. Elle a également eu un enfant prénommé Samuel, avec le metteur en scène Thibault Ameline.

## Filmographie
Sauf indication contraire, les informations mentionnées dans cette section peuvent être confirmées par les bases de données cinématographiques IMDb et Allociné,  présentes dans la section « Liens externes ».

### Cinéma

#### Longs métrages
- 2001 : Confession d'un dragueur d'Alain Soral
- 2001 : Chaos de Coline Serreau
- 2002 : Vingt-quatre heures de la vie d'une femme de Laurent Bouhnik
- 2004 : La Crim' de Jean-Pierre Ramsay-Levi
- 2004 : Mariages ! de Valérie Guignabodet : Johanna
- 2004 : Neverland de Marc Forster (voix)
- 2005 : Hell de Bruno Chiche
- 2006 : Tombé du ciel de Pascale Breugnot
- 2007 : Disco de Fabien Onteniente
- 2021 : Mystère à Saint-Tropez de Nicolas Benamou

#### Courts métrages
- 1995 : Le Retour sans retard de M. Tammard de S. Druet mise en scène de S. Druet
- 1995 : Premier désastre amoureux de R. Pauly
- 1996 : Allons à la campagne de S. Baron
- 1996 : Des soldes de N. Vailloud
- 1997 : Les Coulisses de l'âme d'O. Nataf
- 2000 : Joli Cœur de J. Selleron
- 2001 : Le Trésor des silences de L. Arzouni
- 2006 : Un bisou pour le monde de C. Paris

### Télévision

#### Séries télévisées
- 2002 : Avocats et Associés de Valérie Guignabodet
- 2000 : Commissaire Moulin (saison 6, épisode 3 : Un flic sous influence) de Gilles Béhat
- 2004 : L'Emmerdeuse (épisode 2 : Les Caprices de l'amour) de Michael Perrotta : Charlotte
- 2004 :  Maigret (épisode 48 : Maigret et le clochard) : Juliette Keller
- 2004 : La Crim' (saison 6, épisode 4 : Jugement dernier) de Dominique Guillo : Chloé Derval
- 2005 : Tombé du ciel (mini-série) de Claude Scasso : Chloé
- 2006 : Chez Maupassant (saison 1, épisode 3 : L'Héritage) de Laurent Heynemann : Coralie Cachelin
- 2006 : Le juge est une femme (saison 5, épisode 5 :  Mauvaise rencontre) de Joyce Sherman Buñuel : Anne-Sophie
- 2010 : La Maison des Rocheville (mini-série) de Jacques Otmezguine : Mathilde
- 2010 : Profilage (saison 2, épisode 10 : Retour à la terre) : Clara Lopez
- 2013 : R.I.S. Police scientifique (saison 8, épisode 10 : Eaux troubles) : Marie Karsenti
- 2013 : La Croisière (saison 1, épisode 4 : Les bons parents) de Pascal Lahmani : Marion
- 2014 : Détectives (saison 2, épisode 5 : Saccage) : Julie Fayard
- 2015 : Joséphine, ange gardien (saison 15, épisode 4 : Tous au zoo) : Clara Lorenz
- 2015 : Les Dames (épisode 8 : Dame de feu) de Camille Bordes-Resnais : Louise
- 2015 : Cherif (saison 3, épisode 5 : Un ami d'enfance) : Pauline
- 2016 : Section de recherches (saison 10, épisode 1 : Noces rouges) : Agathe Frémont
- 2017 : Camping Paradis (saison 9, épisode 4 : Famille nombreuse, famille heureuse) : Elodie
- 2017-2018 : Le Chalet de Camille Bordes-Resnais : Muriel Personnaz
- 2018 : Caïn (saison 6, épisode 9 : L'oeuvre de Dieu, la part du diable) : Adèle Lipman
- 2019 : Meurtres en Cotentin de Jérémie Minui : Hélène Ribero (téléfilm)
- 2020 : Un homme ordinaire (mini-série) de Pierre Aknine : Sophie de Salin

#### Téléfilms
- 1999 : Orage d'Edwin Baily
- 2000 : La Course en fête de Daniel Losset
- 2002 : L'Enfant des lumières de Daniel Vigne d'après Françoise Chandernagor : Hélène adulte
- 2003 : De soie et de cendre de Jacques Otmezguine : Marthe Mercier
- 2004 : Pierre et Jean de Daniel Janneau : Christine Baussire
- 2004 : La Bonté d'Alice de Daniel Janneau : Alice Dupré
- 2008 : Tailleur pour dames : Yvonne
- 2008 : Mon père avait raison : Loulou
- 2008 : Un type dans le genre de Napoléon
- 2009 : Clara, une passion française de Sébastien Grall : Denise
- 2016 : Je suis coupable de Christophe Lamotte : Patricia Keurlire
- 2019 : Meurtres en Cotentin de Jérémy Minui : Hélène Ribero

## Théâtre
Sauf indication contraire ou complémentaire, les informations mentionnées dans cette section peuvent être confirmées par la base de données Les Archives du spectacle.

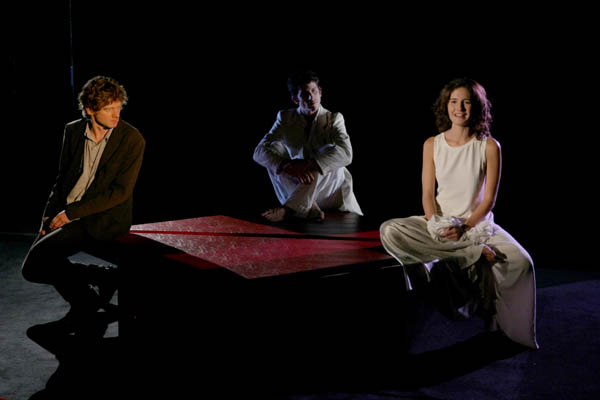
Nicolas Vaude, Chloé Lambert et Clément Sibony, en septembre 2004 dans la pièce L'Autre.

- 1996 : Shakes Peace and Love d'après William Shakespeare, mise en scène Jean-Louis Bihoreau
- 1996 : Dehors devant la porte de Wilhelm Borchert, mise en scène A. Jolivet
- 1996 : Casting de S. Kokorin, mise en scène S. Kokorin
- 1997 : On ne badine pas avec l'amour d'Alfred de Musset, mise en scène Jean-Claude Sachot
- 1997 : L'Épreuve de Marivaux, mise en scène Jean-Louis Bihoreau
- 1997 : Elle est là de Nathalie Sarraute, mise en scène François Timmerman
- 1997-1999 : Le Roi Cerf de Carlo Gozzi, mise en scène Benno Besson, Comédie de Genève, Théâtre de Nice, Théâtre des Célestins
- 1999 : L'Importance d'être Constant d'Oscar Wilde, mise en scène Jean-Luc Tardieu
- 1999 : L'Alouette de Jean Anouilh, mise en scène Si Aguettant
- 2001 : Marie Hasparren de Jean-Marie Besset, mise en scène Jacques Rosner, Théâtre 14 Jean-Marie Serreau, Espace Pierre Cardin
- 2001 : Quatre Quatuors pour un week-end d'après Gao Xingjian, mise en espace Jacques Rosner, Festival Nava
- 2002-2003 : L'Ouest solitaire de Martin McDonagh, mise en scène de Bernard Bloch[11]
- 2004-2005 : L'Autre de Florian Zeller, mise en scène Annick Blancheteau, Petits Mathurins[11]
- 2005 :  Merlin de Tankred Dorst, mise en scène Jorge Lavelli, Nuits de Fourvière et MC93 Bobigny[11]
- 2006 : Si tu mourais de Florian Zeller, mise en scène Michel Fagadau, Comédie des Champs-Élysées[11]
- 2007 : Mon père avait raison de Sacha Guitry, mise en scène Bernard Murat, théâtre Édouard VII[11]
- 2007 : Un type dans le genre de Napoléon de Sacha Guitry, mise en scène Bernard Murat, théâtre Édouard VII[11]
- 2008 : Tailleur pour dames de Georges Feydeau, mise en scène Bernard Murat, théâtre Édouard VII[11]
- 2009 : La Nuit des rois de William Shakespeare, mise en scène Nicolas Briançon, Festival d'Anjou, Théâtre Comédia[11]
- 2011 : L’Amour, la Mort, les Fringues de Nora et Delia Ephron, mise en scène Danièle Thompson, Théâtre Marigny[11]
- 2012- 2013 : Le Lien d'Amanda Sthers, mise en scène Gérard Gélas, théâtre des Mathurins et Théâtre du Chêne Noir (Festival d'Avignon)
- 2012 : La Veillée (seule en scène) de Chloé Lambert, mise en scène Thibault Ameline, Ciné 13
- 2013 : Une heure de tranquillité de Florian Zeller, mise en scène Ladislas Chollat, Théâtre Antoine
- 2014 : Zelda et Scott de Renaud Meyer Tournée.
- 2016 : La Médiation de Chloé Lambert, mise en scène Julien Boisselier, Théâtre de poche Montparnasse[4]
- 2017 : Jean Moulin, évangile de Jean-Marie Besset, mise en scène Régis de Martrin-Donos, Théâtre 14
- 2019 : Moâ, Sacha ! d'après Sacha Guitry, mise en scène Christophe Barbier, Théâtre de poche Montparnasse
- 2020 : Le Misanthrope de Molière, mise en scène Chloé Lambert et Nicolas Vaude, théâtre Le Ranelagh[12]
- 2021 : L'Île des esclaves de Marivaux, mise en scène Didier Long, Théâtre de Poche Montparnasse
- 2022-2024 : Les Pigeons de Michel Leeb, mise en scène Jean-Louis Benoît, théâtre Edouard VII et théâtre des Nouveautés et en tournée.

## Distinctions
- Prix SACD 2005 : Prix Suzanne-Bianchetti pour L'Autre de Florian Zeller[2]
- Prix Sofithéa 2012 : meilleur spectacle pour La Veillée[2]